# Яніс Дуклавс
Яніс Дуклавс (латис. Jānis Dūklavs) — латвійський політик, Міністр сільського господарства (з 22 січня 2014 року по січень 2019; займав цей же пост в 2009—2011 роках). Депутат 10 і 11 сейму Латвії. Член правління SIA «Daims», SIA «Tondo», SIA «Piebalgas alus», AS «Kimmels Riga» і SIA «Seldijs». Працював в колгоспі «Піебалга» Цесісського району. Президент Латвійського товариства броварів.
Яніс Дуклавс — один з героїв документального фільму режисера Ансіса Епнерса «Четверо шукають мільйон».